# Санта Марија Манганели (Авелино)
Санта Марија Манганели је насеље у Италији у округу Авелино, региону Кампанија.
Према процени из 2011. у насељу је живело 18 становника. Насеље се налази на надморској висини од 814 м.